# Damasonium alisma
Damasonium alisma är en svaltingväxtart som beskrevs av Philip Miller. Damasonium alisma ingår i släktet Damasonium och familjen svaltingväxter. Inga underarter finns listade.

## Bildgalleri

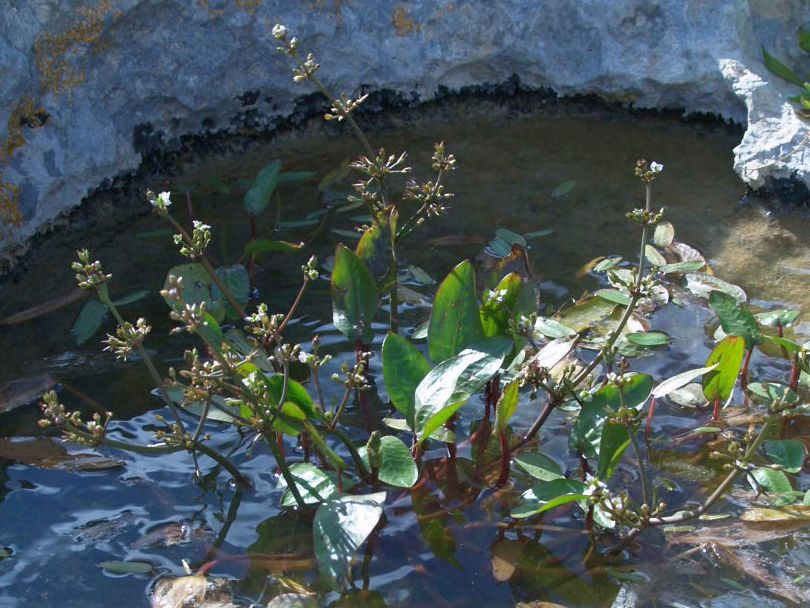